# Around the World in a Day
| Оценки критиков               | Оценки критиков |
| Источник                      | Оценка          |
| ----------------------------- | --------------- |
| AllMusic                      | [ 7 ]           |
| Blender                       | [ 8 ]           |
| Chicago Sun-Times             | [ 9 ]           |
| Entertainment Weekly          | C               |
| The Guardian                  | [ 11 ]          |
| Pitchfork                     | 8.8/10          |
| The Rolling Stone Album Guide | [ 1 ]           |
| Spin Alternative Record Guide | 4/10            |
| The Village Voice             | B−              |

Around the World in a Day — седьмой студийный альбом американского певца Принса, выпущенный 22 апреля 1985 года на лейбле Warner Bros. Records. Around the World in a Day является вторым альбомом певца, который возглавил американский чарт Billboard 200 и получил платиновый статус в США.

## Об альбоме

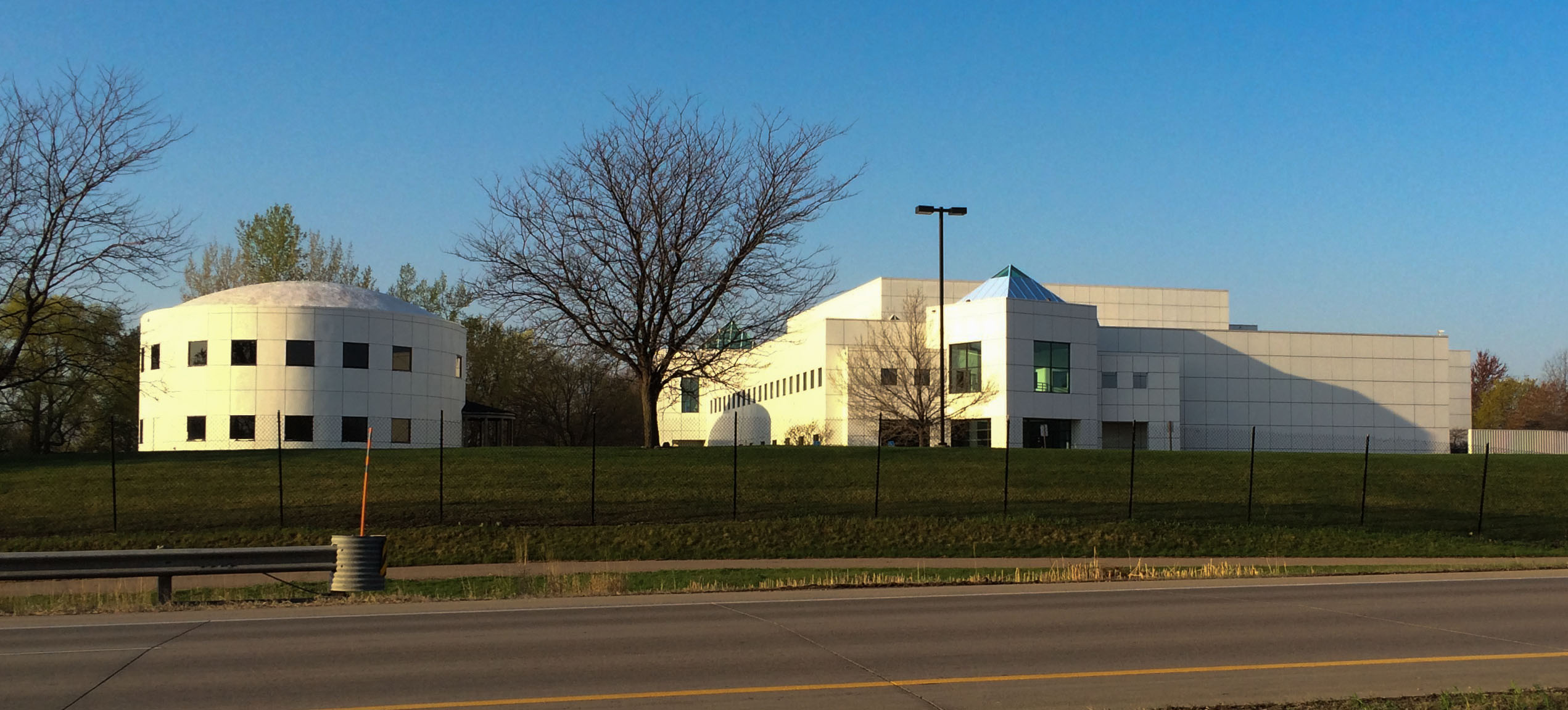
Пейсли Парк, студия звукозаписи, основанная Принсом

Уйдя от коммерчески успешного звучания альбома Purple Rain, Принс погрузился в эксперименты с психоделической музыкой и более насыщенными музыкальными текстурами, навеянными оптимизмом 1960-х годов. В соответствии с пожеланиями Принса звукозаписывающая компания выпустила альбом без особого маркетинга и без поддержки синглами, выдержав месячную паузу.

## Список композиций
Слова и музыка всех песен — Prince , кроме обозначенных.
| №  | Название                    | Автор(ы)                              | Длительность |
| -- | --------------------------- | ------------------------------------- | ------------ |
| 1. | «Around the World in a Day» | Prince, John L. Nelson, David Coleman | 3:28         |
| 2. | «Paisley Park»              |                                       | 4:42         |
| 3. | «Condition of the Heart»    |                                       | 6:48         |
| 4. | «Raspberry Beret»           |                                       | 3:33         |
| 5. | «Tamborine»                 |                                       | 2:47         |

| №  | Название     | Автор(ы)                  | Длительность |
| -- | ------------ | ------------------------- | ------------ |
| 6. | «America»    | Prince and The Revolution | 3:42         |
| 7. | «Pop Life»   |                           | 3:43         |
| 8. | «The Ladder» | Prince, John L. Nelson    | 5:29         |
| 9. | «Temptation» |                           | 8:18         |

## Над альбомом работали
- Принс — вокал, инструменты
- Лиза Коулман — бэк-вокал, клавишные
- Венди Мелвойн — бэк-вокал

## Чарты
Еженедельные чарты:
| Чарт (1985)             | Высшая позиция |
| ----------------------- | -------------- |
| US Billboard 200        | 1              |
| US Billboard R&B Albums | 4              |
| UK Albums Chart         | 5              |

Годовые чарты:
| Чарт (1985)                    | Позиция |
| ------------------------------ | ------- |
| Канада (RPM Year-End)          | 65      |
| США (Billboard Top Pop Albums) | 26      |

### Синглы в Hot 100
- «Raspberry Beret» (#2 US, #4 US R&B, #25 UK)

1. «Raspberry Beret»
2. «She’s Always in My Hair» (США)
3. «Hello» (Великобритания)

- «Paisley Park» (#18 UK) No US release

1. «Paisley Park»
2. «She’s Always in My Hair»

- «Pop Life» (#7 US, #8 US R&B, #60 UK)

1. «Pop Life»
2. «Hello» (США)
3. «Girl» (Великобритания)

- «America» (#46 US, #35 US R&B) No UK release

1. «America»
2. «Girl»